# Захаров, Михаил Николаевич
Михаи́л Никола́евич Заха́ров  (5 ноября 1912, Санкт-Петербург — 19 февраля 1978, Ленинград) — советский военнослужащий, политработник, адмирал (1967).

## Биография
По национальности — русский, в ВМФ с 1930 года. С 1932 года — член ВКП(б).
С октября по декабрь 1930 года — командир роты молодых краснофлотцев 1-й артиллерийской бригады береговой обороны. С декабря 1930 по май 1931 и с августа по ноябрь 1931 года прошёл обучение в Машинной школе учебного отряда Морских сил Балтийского моря. В мае — августе 1931 года служил учеником-мотористом спасательного судна «Коммуна». С ноября 1931 по январь 1932 года — командир отделения 1-го дивизиона артиллерийской бригады береговой обороны Морских сил Балтийского моря.
Служил командиром отделения 3-го отдельного артдивизиона (январь—ноябрь 1932 года), исполнял должность политрука роты молодых краснофлотцев 1-го учебного батальона Морских сил Дальнего Востока (ноябрь 1932 — август 1933 года). С августа 1933 по сентябрь 1937 года служил политруком батареи 5-го отдельного железнодорожного артдивизиона укреплённого района. В 1937 году окончил шестимесячные курсы политруков. Военком сторожевого корабля «Вьюга» (сентябрь 1937 — июнь 1938), военком эсминца «Войков» (июнь 1938 — июнь 1939 года), начальник политотдела Совгаванского укреплённого района (июнь 1939 — апрель 1940 года). С апреля 1940 по октябрь 1942 года — военком Николаевской-на-Амуре военно-морской базы Тихоокеанского флота, затем до января 1943 года находился в распоряжении Военного Совета Тихоокеанского флота.
Назначен в распоряжение Военного Совета Приволжского военного округа, в марте-апреле 1943 года — в распоряжение Военного Совета Северного флота. В апреле—июне 1943 года служил пропагандистом политотдела бригады подводных лодок, позднее до октября — старшим инструктором организационно-инструкторского отдела, с октября 1943 по сентябрь 1944 года занимал должность инспектора Политуправления Северного флота, после чего занимал до мая 1947 года должность заместителя командира по политчасти линкора «Архангельск».
В 1947—1948 годах окончил Высшие военно-политические курсы ВМС. В 1948—1950 годах — начальник отдела кадров Политуправления Черноморского флота, с мая 1950 по май 1953 года — начальник политотдела — заместитель по политчасти командующего эскадрой. 3 ноября 1951 года присвоено звание контр-адмирала. В период с мая 1953 по ноябрь 1955 года окончил военно-морской факультет Высшей военной академии имени К. Е. Ворошилова.
Член Военного Совета Восточно-Балтийского флота (январь — октябрь 1956), член Военного Совета Тихоокеанского флота (октябрь 1945 — сентябрь 1971), начальник Политуправления Тихоокеанского флота (сентябрь 1957—сентябрь 1971). 7 мая 1960 года присвоено звание вице-адмирала. 25 октября 1967 года присвоено звание адмирала. В январе-марте 1969 года окончил двухмесячные академические курсы при Военно-политической академии имени В. И. Ленина. Начальник политотдела Военно-морской академии (сентябрь 1971—август 1976). С августа 1976 года в распоряжении Главнокомандующего ВМФ. В феврале 1977 года уволен в отставку по болезни.
Депутат Верховного Совета СССР 6-7-го созывов, депутат Верховного Совета РСФСР 8-го созыва.

Могила Адмирала Захарова.

Похоронен на Серафимовском кладбище.

## Память
Во Владивостоке установлена мемориальная доска на улице, названной в честь адмирала М. Н. Захарова.

## Награды
- Орден Ленина (1955)[1]
- 2 Ордена Красного Знамени[1]
- Орден Отечественной войны I степени[1]
- Орден Отечественной войны II степени[1]
- Орден «За службу Родине в Вооружённых Силах СССР» III степени[1]
- 3 Ордена Красной Звезды (???, 1947, 1963)[1]
- именное оружие (1972)[1]